# Heywood Island (Südliche Shetlandinseln)
Heywood Island (in Argentinien Isla Colina ‚Hügelinsel‘, in Chile Isla Hummock) ist eine felsige und halbmondförmige Insel im Archipel der Südlichen Shetlandinseln. Sie liegt 2,5 km westnordwestlich der Nordspitze von Robert Island.
Der britische Robbenfängerkapitäns George Powell benannte eine von ihm 1822 kartierte Gruppe von Inseln vor der Nordwestküste von Robert Island als Heywood’s Isles. Wissenschaftler der britischen Discovery Investigations gaben der hier beschriebenen Insel nach Vermessungen im Jahr 1935 den Namen Hummock Island (englisch für Eishügelinsel). Luftaufnahmen des Falkland Islands Dependencies Survey aus den Jahren 1956 bis 1957 zeigen, dass die von Powell kolportierte Inselgruppe nicht existiert. Aus Kontinuitätsgründen wurde die bei den Discovery Investigations vorgenommene Benennung verworfen und Powells Benennung auf die hier beschriebene Insel übertragen. Namensgeber ist Kapitän Peter Heywood (1772–1831) von der Royal Navy, bekannt durch seine Rolle bei der  Meuterei auf der Bounty.